# キングストン・SE
キングストン・SE（Kingston S.E.）は、オーストラリアの南オーストラリア州にある町。人口は1,648人（2016年）。州都アデレードから南へ240kmの海岸沿いにある。クーロン国立公園とエンカウンター湾の南端に位置する。

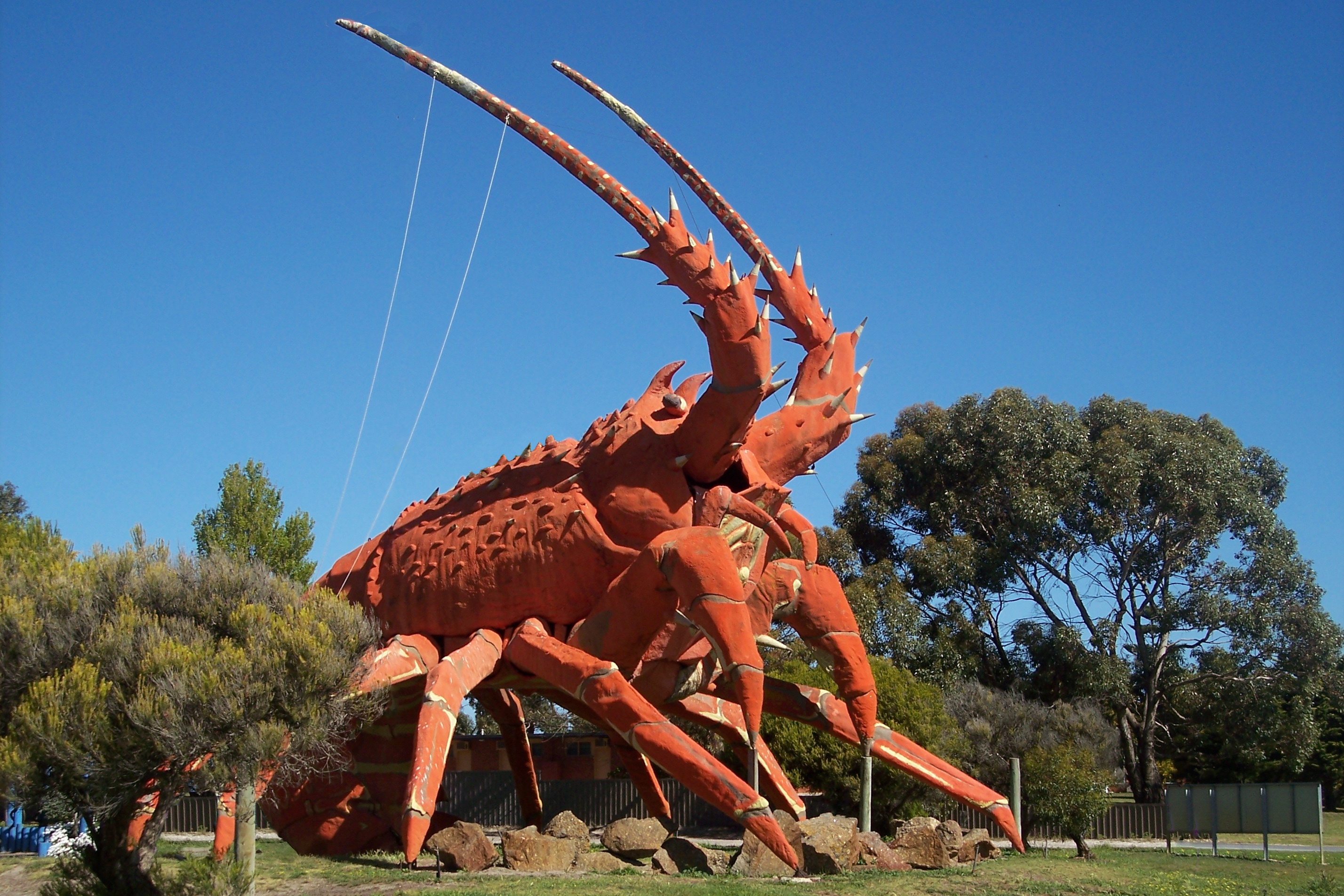
町のシンボル、ビッグロブスター (:en:Big Lobster)

## キングストンの由来
キングストンの名は、オーストラリアの政治家・建築家であるジョージ・ストリックランド・キングストンの名を取って付けられた。

## 主産業
- 観光業　
  - ワイナリー
  - 魚釣り
- 酪農

## 「マックス・テイカウェイ」
町内にはオーストラリアで一番おいしいフィッシュアンドチップスを売っていると言われている「マックス・テイカウェイ」という店がある。

## 周辺の町
周辺には村はいくつかあるが、町は少ない。
- ローブ　南方約44km

## 最後に付く「SE」
最後に付くSEとは、South East（南東部）の略で、およそ200km北にあるキングストン・オン・マレー（Kingston-on-Murray）という村と区別するための物である